# Tuyến Dongtan–Indeogwon
Tuyến Dongtan–Indeogwon (tiếng Hàn: 동탄인덕원선; Hanja: 仁德院–東灘複線電鐵) là tuyến tàu điện ngầm song ray sẽ mở cửa vào tháng 5 năm 2026.

## Ga
Dưới là danh sách nhà ga có thể thay đổi theo kế hoạch xây dựng và nhiều nguồn tin có thể gây nhầm lẫn.
| Số ga | Tên ga    | Tên ga | Tên ga | Chuyển tuyến            | Khoảng cách (km) | Tổng khoảng cách (km) | Vị trí      | Vị trí      |
| Số ga | Tiếng Anh | Hangul | Hanja  | Chuyển tuyến            | Khoảng cách (km) | Tổng khoảng cách (km) | Vị trí      | Vị trí      |
| ----- | --------- | ------ | ------ | ----------------------- | ---------------- | --------------------- | ----------- | ----------- |
|       | Indeogwon | 인덕원 | 仁德院 | (440)                   | 0.0              | 0.0                   | Gyeonggi-do | Anyang-si   |
|       |           |        |        |                         | 2.3              | 2.3                   | Gyeonggi-do | Anyang-si   |
|       |           |        |        |                         | 1.8              | 4.1                   | Gyeonggi-do | Anyang-si   |
|       |           |        |        |                         | 1.6              | 5.7                   | Gyeonggi-do | Uiwang-si   |
|       |           |        |        |                         | 1.5              | 7.2                   | Gyeonggi-do | Uiwang-si   |
|       |           |        |        |                         | 4.4              | 11.6                  | Gyeonggi-do | Suwon-si    |
|       |           |        |        |                         | 1.6              | 13.2                  | Gyeonggi-do | Suwon-si    |
|       |           |        |        |                         | 4.1              | 16.3                  | Gyeonggi-do | Suwon-si    |
|       |           |        |        |                         | 1.9              | 18.2                  | Gyeonggi-do | Suwon-si    |
|       |           |        |        |                         | 1.4              | 19.6                  | Gyeonggi-do | Suwon-si    |
|       |           |        |        |                         | 1.5              | 21.1                  | Gyeonggi-do | Yongin-si   |
|       | Yeongtong | 영통   | 靈通   | (K240)                  | 3.5              | 24.6                  | Gyeonggi-do | Suwon-si    |
|       |           |        |        |                         | 1.6              | 26.2                  | Gyeonggi-do | Yongin-si   |
|       |           |        |        |                         | 2.3              | 28.5                  | Gyeonggi-do | Hwaseong-si |
|       |           |        |        |                         | 1.6              | 30.1                  | Gyeonggi-do | Hwaseong-si |
|       |           |        |        |                         | 1.4              | 31.5                  | Gyeonggi-do | Hwaseong-si |
|       | Dongtan   | 동탄   | 東灘   | Đường sắt cao tốc Suseo | 2.2              | 33.7                  | Gyeonggi-do | Hwaseong-si |